# Estación de Valence-Rhône-Alpes-Sud TGV

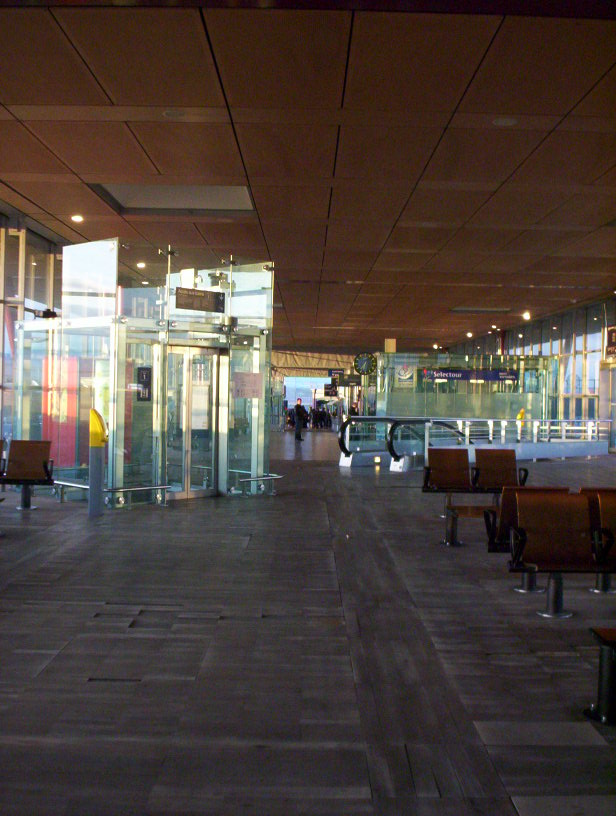
Interior de la estación

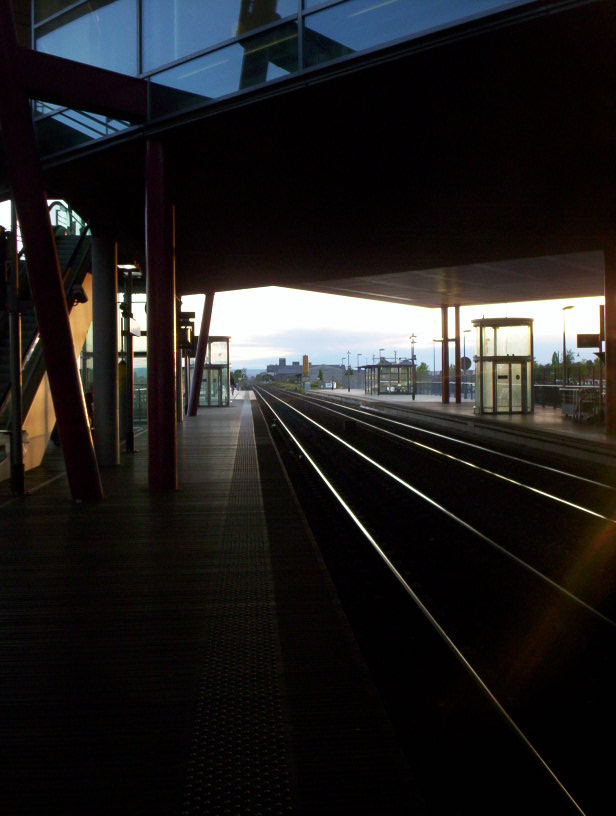
Andenes de los trenes TER (por encima de los andenes de los TGV)

La estación de Valence-Rhône-Alpes-Sud TGV (Gare de Valence-Rhône-Alpes-Sud TGV en francés) o Valence TGV como viene reflejada a menudo en paneles informativos y horarios, es una estación de ferrocarril situada en el municipio de Alixan (Drôme), próxima a Valence (Francia) y es la primera estación con certificación de Europa.
La estación fue construida en la línea de alta velocidad LGV Rhône-Alpes en la variante este de Valence, a unos 10 km del centro de la ciudad. Es una estación de hormigón armado que incluye una estación de trenes regionales TER de la línea Valence-Grenoble además de TGV. Puede accederse a ella a través de la carretera RN532 que une Valence con Romans-sur-Isère. Dos aparcamientos de carga y descarga están habilitados junto a los accesos de la estación y numerosas líneas de autobús interurbano llegan a ella así como líneas urbanas de Valence.
El vestíbulo de la estación forma una suave pendiente, que puede considerarse como una originalidad arquitectónica, pero que no es compatible con el acceso de personas con discapacidad en silla de ruedas. La estación está equipada con WI-FI y enchufes en el suelo al pie de macetas rojas dentro de la sala de espera. Tiene quiosco de prensa, cuatro taquillas y una pequeña oficina de turismo provincial. El vestíbulo es muy luminoso al ser las paredes de vidrio.
Hay dos andenes para los trenes TGV (vías 3 y 4) y dos para los trenes TER (vías 1 y 2). Los andenes para el TGV comunican con el vestíbulo en la zona baja de la pendiente que hace el mismo y hay un dispositivo de recepción para el embarque. Como particularidad de la estación, entre los andenes de espera y embarque de los TGV (vías 3 y 4), se encuentran dos vías por donde circulan los trenes TGV que no efectúan parada a velocidad punta.
- En mayo de 2007 era posible llegar con trenes de alta velocidad desde Valence TGV a:
  - Lille-Europe en 3:22 h
  - Paris-Gare de Lyon en 2:10 h
  - Marsella en 1:03 h
  - Nimes en 45 min
  - Lyon Part-Dieu en 34 min

- En diciembre de 2013 era posible llegar con trenes de alta velocidad desde Valence TGV a:
  - Barcelona Sants
  - Gerona
  - Figueras-Vilafant

## La estación TER
Además de los TGV, la estación tiene servicio de trenes regionales TER de las divisiones Rhône-Alpes y PACA (Provenza-Alpes-Costa Azul) con las siguientes líneas:
- Valence Ville <> Ginebra-Cornavin (Ginebra)
- Valence Ville <> Évian-les-Bains
- Romans-Bourg-de-Péage <> Gap

| <<            | <             | división TER | >                     | >>                    |
| ------------- | ------------- | ------------ | --------------------- | --------------------- |
| Valence Ville | Valence Ville | Rhône-Alpes  | Romans-Bourg-de-Péage | Ginebra-Cornavins     |
| Valence Ville | Valence Ville | Rhône-Alpes  | Romans-Bourg-de-Péage | Évian-les-Bains       |
| Gap           | Valence Ville | PACA         | Romans-Bourg-de-Péage | Romans-Bourg-de-Péage |

## Proyectos
Réseau ferré de France y la región Ródano-Alpes prevén unir la línea Valence-Moirains a la LGV Méditerranée en el marco del proyecto de modernización del sillón alpino sur. Esto permitiría la circulación de trenes TGV entre el sillón alpino y Marsella sin necesidad de correspondencia en Valence TGV.
Por otra parte, el parqué de la estación está en proceso de renovación.